# Festa del vino

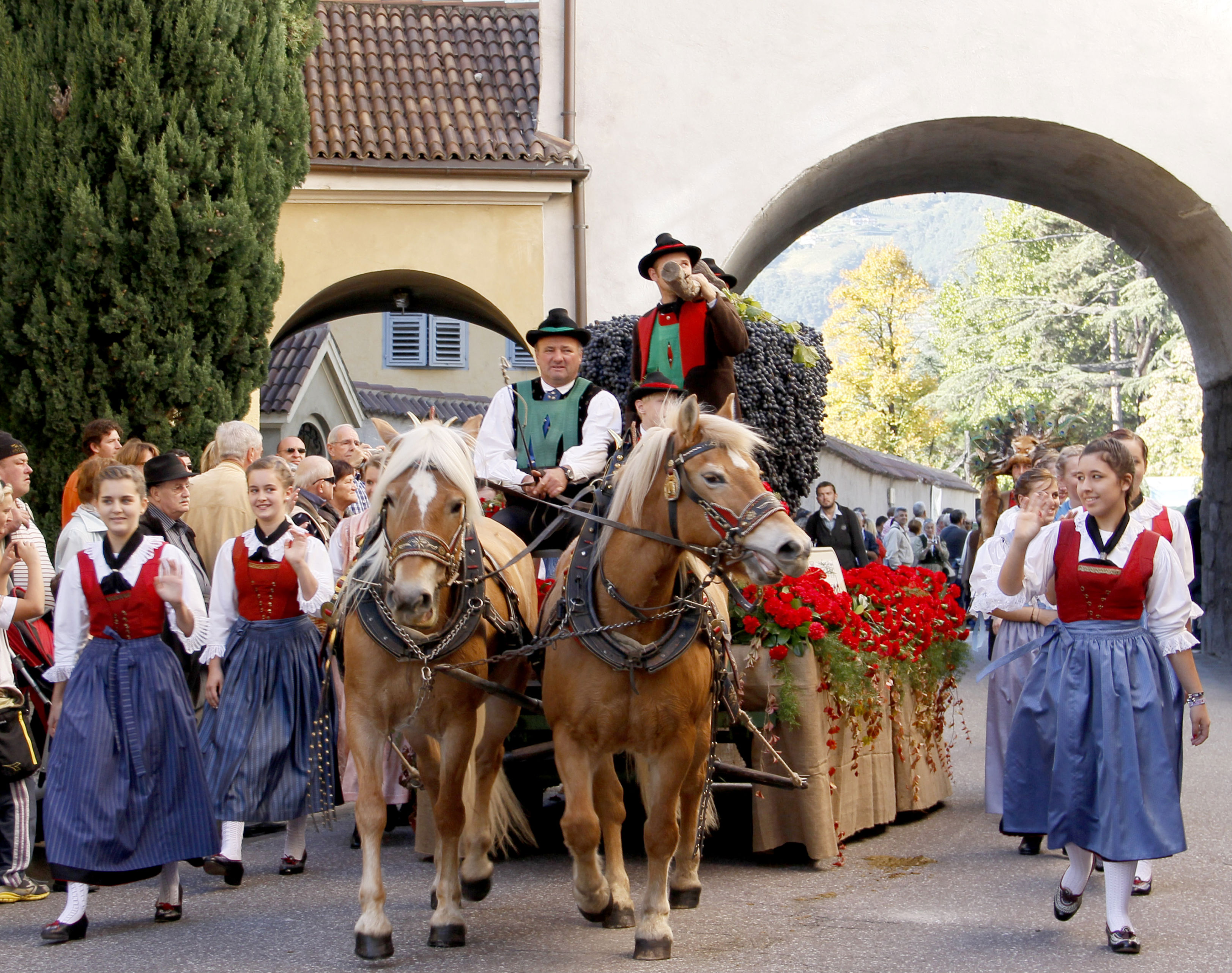
Parata organizzata in occasione della festa dell'uva di Merano.

Col nome di Festa del vino o Sagra del vino, o per estensione Sagra dell'uva o Festa dell'uva, si intendono tutte quelle feste popolari di tradizione rurale celebrate tradizionalmente in tempo di vendemmia. Denominatore comune che caratterizza le feste del vino, celebrate in varie parti del mondo, è l'esaltazione e la promozione del vino e dei vitigni locali. E si festeggia il 29 e 30 ottobre.